# Dover Beaches North
Dover Beaches North is een plaats (census-designated place) in de Amerikaanse staat New Jersey, en valt bestuurlijk gezien onder Ocean County.

## Demografie
Bij de volkstelling in 2000 werd het aantal inwoners vastgesteld op 1785.

## Geografie
Volgens het United States Census Bureau beslaat de plaats een oppervlakte van
4,1 km², waarvan 2,5 km² land en 1,6 km² water.
De plaats vormt samen met Lavalette, Dover Beaches South, Seaside Heights, en Seaside Park een keten van bebouwing langs een zeer langgerekt strand.

## Plaatsen in de nabije omgeving
De onderstaande figuur toont nabijgelegen plaatsen in een straal van 8 km rond Dover Beaches North.